# Pavlovac (tvrđava kod Prače)
Pavlovac je srednjovjekovna tvrđava kod Prače, BiH. Nalazi se na strmom brežuljku iznad lijeve obale Prače. Dao ju je kod tog trgovačkog mjesta sagraditi Pavao Radenović (Radinović), jedan od najmoćnijih plemića u Bosni s kraja 14. i početka 15. stoljeća.
Prača je tada bila važno trgovišno mjesto u zemlji Pavlovića. Zbog toga je vojvoda Pavao Radenović (Radinović) podigao utvrđeni grad tri kilometra jugoistočno od Prače. Prema podatcima Pavlovac je sagrađen prije 1415. godine. Ta se godina uzima jer je vojvoda Pavao poginuo te godine. Prilog tezi je što tvrđava nema obrambenu "donžon" kulu koja je u prijašnjim vremenima građena i bila središnje mjesto u tvrđavi. Krajem 14. i 15. stoljeća ove se kule napušta u gradnji, zbog sve veće upotrebe topova, a te kule su bile laka meta. U povijesnim dokumentima prvi se put utvrđeni grad spominje 1423. godine kad je izaslanik iz Dubrovačke Republike posjetio Radoslava Pavlovića, sina vojvode Pavla. U Radoslavljevo vrijeme grad se zvao Pavlovac Novi grad u Prači. Bedemi tvrđave visoki su od šest do deset metara, a široki metar i pol. S dvije strane tvrđava je bila zaštićena prirodnim okružjem. Prilaz do tvrđave vijugao je u obliku slova S.
Po Pavlovićima je dobio ime toponim na kojem je tvrđava. Osim toga Pavlovići su i u okolici podigli tvrđave, a kad su Osmanlije osvojili ovaj kraj 1463., dobio je ime Vilajet Pavli odnosno zemlja Pavlovića (tur. Pavlo eli) koja je postala vladarski has. Tvrđava je ostala u funkciji tijekom 15. i do sredine 16. stoljeća. Predio gdje je tvrđava danas je obrastao šumom. Bedemi se još raspoznaju.